# 第5回全日本女子サッカー選手権大会
第5回全日本女子サッカー選手権大会（だい5かいぜんにほんじょしさっかーせんしゅけんたいかい）は、1984年3月22日から3月25日に開催された全日本女子サッカー選手権大会。この大会から決勝を国立霞ヶ丘競技場陸上競技場で開催。参加チーム数は前年よりさらに4チーム増の16チームとなり3位決定戦は行われなかった。また前回優勝チームに出場権が与えられることとなった。
3年連続で3位であった高槻女子FCが第1回大会以来となる決勝戦に進出したが、清水第八スポーツクラブが4連覇を成し遂げ、山口小百合（清水第八スポーツクラブ）が最優秀選手を受賞。また読売サッカークラブ女子・ベレーザ（現・日テレ・ベレーザ）が初出場し、FCジンナンとともに3位に入賞した。

## 成績
- 優勝：清水第八スポーツクラブ
- 準優勝：高槻女子フットボールクラブ
- 第3位：FCジンナン、読売サッカークラブ女子・ベレーザ

## 出場チーム

### 前回優勝
- 清水第八スポーツクラブ（東海・北信越地区）

### 北海道地域
- 美香保リーボンズ

### 東北地域
- 千葉学園高校

### 関東地域
- FCジンナン
- 読売サッカークラブ女子・ベレーザ
- FC小平
- 三菱重工女子サッカー部

### 東海・北信越地域
- 藤枝姉妹FC
- 清水FCママ
- 一宮グレイセス

### 関西地域
- 高槻女子フットボールクラブ
- 神戸FCレディース
- 西山高校クラブ
- 高倉中学校

### 四国地域
- 宇和島南高校

### 中国・九州地域
- 竜北クラブ

## 開催方式

### 試合規定
- 使用するボール:4号球
- 試合時間:60分（30分ハーフ）
- 規定時間内に決しない場合:PK戦。

### 試合会場
1回戦・準々決勝
- 三菱養和会巣鴨グラウンド
- 国立西が丘サッカー場

準決勝
- 国立西が丘サッカー場

決勝
- 国立霞ヶ丘競技場陸上競技場

## 結果

### 1回戦
| 1984年3月22日 9:30 |

| FCジンナン | 8 - 0 | 美香保リーボンズ |
|            |       |                  |

| 三菱養和会巣鴨グラウンド |

| 1984年3月22日 11:00 |

| 高倉中学校 | 4 - 0 | 藤枝姉妹FC |
|            |       |            |

| 三菱養和会巣鴨グラウンド |

| 1984年3月22日 12:30 |

| FC小平 | 7 - 0 | 清水FCママ |
|        |       |            |

| 三菱養和会巣鴨グラウンド |

| 1984年3月22日 14:00 |

| 千葉学園高校 | 0 - 4 | 高槻女子フットボールクラブ |
|              |       |                            |

| 三菱養和会巣鴨グラウンド |

| 1984年3月22日 10:00 |

| 読売サッカークラブ女子・ベレーザ | 5 - 0 | 宇和島南高校 |
|                                  |       |              |

| 国立西が丘サッカー場 |

| 1984年3月22日 11:30 |

| 三菱重工女子サッカー部 | 0 - 4 | 神戸FCレディース |
|                        |       |                  |

| 国立西が丘サッカー場 |

| 1984年3月22日 13:00 |

| 西山高校クラブ | 4 - 0 | 一宮グレイセス |
|                |       |                |

| 国立西が丘サッカー場 |

| 1984年3月22日 14:30 |

| 竜北クラブ | 0 - 10 | 清水第八スポーツクラブ |
|            |        |                        |

| 国立西が丘サッカー場 |

### 準々決勝
| 1984年3月23日 12:00 |

| FCジンナン | 3 - 0 | 高倉中学校 |
|            |       |            |

| 国立西が丘サッカー場 |

| 1984年3月23日 13:30 |

| FC小平 | 0 - 3 | 高槻女子フットボールクラブ |
|        |       |                            |

| 国立西が丘サッカー場 |

| 1984年3月23日 12:00 |

| 読売サッカークラブ女子・ベレーザ | 4 - 3 | 神戸FCレディース |
|                                  |       |                  |

| 三菱養和会巣鴨グラウンド |

| 1984年3月23日 13:30 |

| 西山高校クラブ | 0 - 4 | 清水第八スポーツクラブ |
|                |       |                        |

| 三菱養和会巣鴨グラウンド |

### 準決勝
| 1984年3月24日 12:00 |

| FCジンナン | 0 - 1 | 高槻女子フットボールクラブ |
|            |       |                            |

| 国立西が丘サッカー場 |

| 1984年3月24日 13:30 |

| 読売サッカークラブ女子・ベレーザ | 0 - 5 | 清水第八スポーツクラブ |
|                                  |       |                        |

| 国立西が丘サッカー場 |

### 決勝
| 1984年3月25日 12:00 |

| 高槻女子フットボールクラブ | 0 - 2 | 清水第八スポーツクラブ |
|                            |       |                        |

| 国立霞ヶ丘陸上競技場 |